# 8e division d'infanterie (Australie)
Pour les articles homonymes, voir 8e division.
La 8e division d'infanterie australien est une division de l'armée australienne créé en 1940.

## Officiers commandants
| Date de début     | Date de fin       | Officiers commandants              |
| ----------------- | ----------------- | ---------------------------------- |
| 1940              | 27 septembre 1941 | Major-général Vernon Sturdee       |
| 27 septembre 1941 | 15 février 1942   | Major-général Henry Gordon Bennett |